# Đảo chính Cuba 1952
Đảo chính Cuba năm 1952 diễn ra ở Cuba vào ngày 10 tháng 3 năm 1952, khi Quân đội Lập hiến Cuba, do Fulgencio Batista lãnh đạo, can thiệp vào cuộc bầu cử dự kiến tổ chức vào ngày 1 tháng 6 năm 1952, dàn dựng một cuộc đảo chính và thành lập chế độ độc tài quân sự trên thực tế ở nước này. Cuộc đảo chính được gọi là Batistazo theo thuật ngữ chính trị Cuba.

## Bối cảnh
Năm 1940, một hiến pháp dân chủ mới đã được phê chuẩn ở Cuba. Để tham gia vào các cuộc bầu cử sau khi hiến pháp được phê chuẩn, Fulgencio Batista đành xuất ngũ để tập trung vào sự nghiệp chính trị. Ông tranh cử tổng thống với sự hỗ trợ của đảng Liên minh Cách mạng Cộng sản, dưới ngọn cờ mặt trận của Liên minh Xã hội Chủ nghĩa Dân chủ. Batista được bầu cử một cách dân chủ và phục vụ nhiệm kỳ 4 năm. Sau nhiệm kỳ của ông, hiến pháp cấm các tổng thống tranh cử các nhiệm kỳ liên tiếp, vì vậy ông đã cử một ứng cử viên ủy nhiệm Carlos Saladrigas Zayas ra tranh cử thay thế ông. Saladrigas sẽ bị đánh bại thảm hại. Sau bầu cử thất bại, Batista bèn rời khỏi Cuba đi sang nước Mỹ, nhưng vẫn là người đứng đầu quân đội Cuba.
Khi nhiệm kỳ tổng thống của Carlos Prío Socarrás kết thúc, ông bị chỉ trích nặng nề vì tham nhũng, khiến Batista tin rằng ông có thể giành chiến thắng trong cuộc bầu cử năm 1952 sau đó. Ông được phép tranh cử lại một cách hợp pháp vì ông đã không phục vụ một nhiệm kỳ nào kể từ năm 1944. Batista (một Thượng nghị sĩ vào thời điểm đó) tranh cử dưới nhãn hiệu Đảng Hành động Thống nhất của riêng mình và tin rằng danh tiếng trước đây sẽ đảm bảo cho ông nắm chắc phần thắng. Một cuộc thăm dò dư luận trước cuộc bầu cử đã dự đoán Batista sẽ đứng cuối cùng trong cuộc bầu cử. Lo ngại về việc thua cuộc bầu cử tổng thống năm 1952, Batista bắt đầu âm mưu đảo chính với các quan chức quân sự đã nghỉ hưu và quân nhân tại ngũ.

## Diễn biến
Vào ngày 10 tháng 3, tất cả các đơn vị đồn trú quân sự đều nằm dưới sự chỉ huy của quân nổi dậy mà không gặp phải sự kháng cự nào. Nhóm sĩ quan nổi dậy đã chiếm giữ Đại học La Habana và các tòa soạn báo đối lập. Những nhà lãnh đạo thuộc đảng lao động đã bị bắt và mất liên lạc sau đó. Một chính quyền quân sự được thành lập ở Trại Colombia với Fulgencio Batista là người đứng đầu và tự tuyên bố là chính phủ mới của Cuba.

## Hậu quả

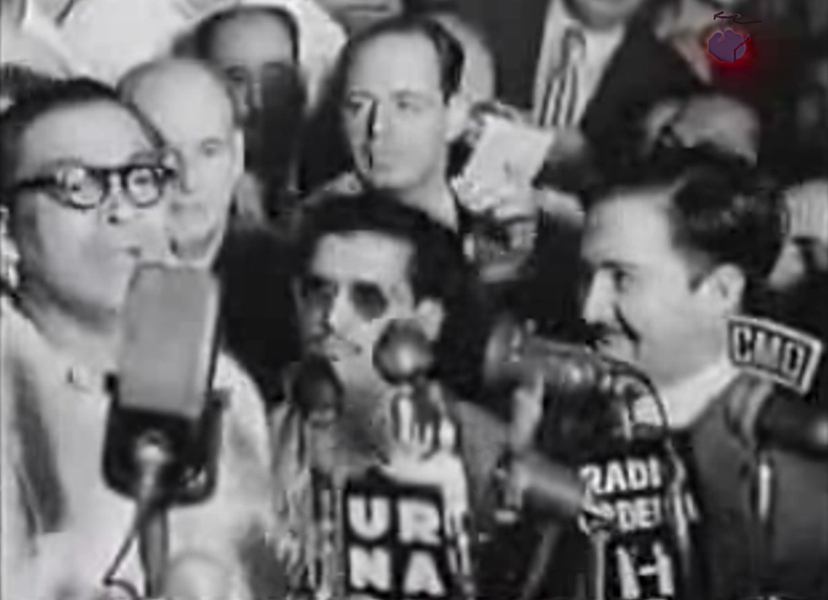
Họp báo ở Trại Columbia, La Habana sau đảo chính năm 1952.

Hoa Kỳ chính thức công nhận chính phủ của Batista vào ngày 27 tháng 3 năm 1952.
Sự hài hước Choteo của người Cuba trở nên phổ biến hơn sau cuộc đảo chính do chủ nghĩa bi quan về chính trị trong nước. Sự hài hước Choteo chế nhạo cơ sở chính trị và áp dụng cách tiếp cận tự châm biếm để khắc họa sự "thiếu" năng lực của người dân Cuba. Chủ nghĩa Martí cũng trở thành hệ tư tưởng phổ biến của hầu hết phe đối lập chính trị ở Cuba. Trước đó, những ý tưởng của José Martí ít quan trọng hơn so với hình tượng của ông như là người cha sáng lập Cuba đích thực, để lại lời kêu gọi mang lại tính hợp pháp cho các tổ chức đối lập. Sau cuộc đảo chính năm 1952, ý tưởng và hình tượng của Martí đã trở nên phổ biến trong phe đối lập đến mức ngôn ngữ của Martíano trở thành biểu hiện chung của nền chính trị đối lập.
Batista (người cai trị được chính thức hóa sau cuộc tổng tuyển cử năm 1954) tiếp tục nắm quyền cho đến ngày 1 tháng 1 năm 1959 thì bị buộc phải sống lưu vong cùng gia đình (đầu tiên là Cộng hòa Dominica dưới sự cai trị của Trujillo, sau đó là Bồ Đào Nha theo chủ nghĩa nghiệp đoàn và cuối cùng là Tây Ban Nha thời Franco). Cuộc sống lưu vong của Batista đánh dấu đỉnh cao của Cách mạng Cuba, bắt đầu vào ngày 26 tháng 7 năm 1953, qua cuộc tấn công Trại lính Moncada ở Santiago de Cuba, và chứng kiến Fidel Castro nổi lên như nhà lãnh đạo mới của Cuba.